# Oxyanion-Loch

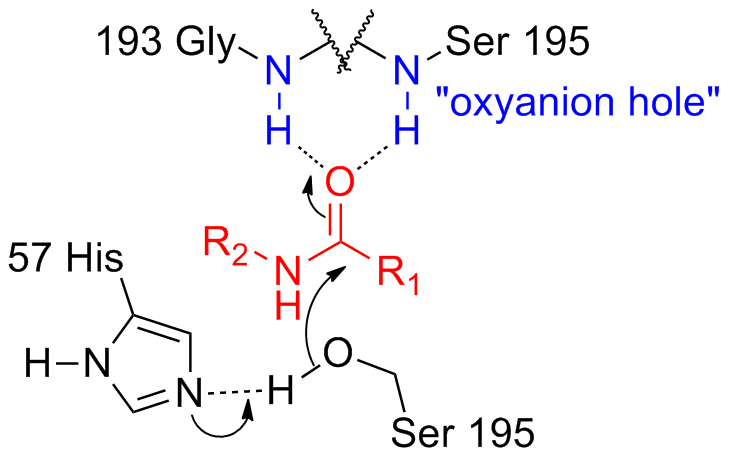
Oxyanion-Loch im aktiven Zentrum einer Serinprotease (schwarz) mit Stabilisierung des Substrats (rot) durch das Proteinrückgrat (blau)

Das Oxyanion-Loch ist eine Form des aktiven Zentrums von Enzymen, in der ein negativ geladener Sauerstoff (ein Oxyanion) gebunden und stabilisiert wird. Das Oxyanion-Loch kommt  in manchen Dehydrogenasen (in der Mannitol-2-Dehydrogenase aus Pseudomonas fluorescens) und einigen Esterasen vor, darunter in Serinproteasen, Cysteinproteasen, Lipasen und Acyltransferasen. Das Oxyanion-Loch bildet im aktiven Zentrum eine passende Lücke und stabilisiert im Verlauf einer enzymatischen Katalyse die negativ geladene (anionische) Form des Sauerstoffs (Oxy), welches hier den Übergangszustand des Substrats darstellt. Entsprechend wird bei der Katalyse die Aktivierungsenergie der Reaktion gesenkt.
Im Zuge des Proteindesigns wurde das Oxyanion-Loch verändert, um eine Protease zur Proteinligation zu verwenden.